# Digimon Adventure 02: The Beginning
Digimon Adventure 02: The Beginning (デジモンアドベンチャー02 THE BEGINNING?) è un film d'animazione giapponese del 2023, diretto da Tomohisa Taguchi, prodotto da Toei Animation e animato da Yumeta Company. Tredicesimo film dedicato all'universo di Digimon, è un sequel diretto del precedente lungometraggio Digimon Adventure: Last Evolution Kizuna.

## Trama
Due anni dopo la battaglia contro Eosmon, Daisuke, Ken, Miyako, Iori, Takeru e Hikari incontrano un ragazzo di nome Lui Ohwada, con un Digivice rotto che afferma di essere il primo Bambino Prescelto in assoluto. Nel frattempo, nel mondo reale appare un Digimon chiamato Ukkomon, che vuole che ogni persona nel mondo abbia al proprio fianco un partner Digimon.

## Promozione
Il film è stato annunciato per la prima volta nell'agosto del 2021. Il primo teaser è stato pubblicato a marzo 2023, e il primo trailer quattro mesi dopo.

## Distribuzione
Il film è stato distribuito nei cinema giapponesi il 27 ottobre 2023.